# Stigmella nubimontana
Stigmella nubimontana là một loài bướm đêm thuộc họ Nepticulidae. Loài này có ở rừng mây của vùng núi cao Andes ở Ecuador.
Sải cánh dài 5.2-5.3 mm đối với con đực. Con trưởng thành bay từ tháng 2 đến đầu tháng 3.
Ấu trùng ăn Rubus. The mine the leaves of their host plant.